# ژولیان گه
ژولیان گه (فرانسوی: Julien Guay‎؛ زادهٔ ۹ اکتبر ۱۹۸۶ ‏(۳۸ سال)) دوچرخه‌سوار اهل فرانسه است.
از باشگاه‌هایی که در آن رکاب زده‌است می‌توان به تیم دوچرخه‌سواری دیرکت انرژی، روبه–لیل متروپول، تیم دوچرخه‌سواری سوجاسون، و سن میشل–اوبر۹۳ اشاره کرد.